# Bugatti Veyron 16.4 Super Sport
El Bugatti Veyron 16.4 Super Sport es un automóvil hiperdeportivo fabricado por Bugatti Automobiles SAS del Grupo Volkswagen desde 2010 hasta 2015, fue construido con el motivo de superar al SSC Ultimate Aero. Esta versión es considerada como la última para ser puesta en producción.

## Motor

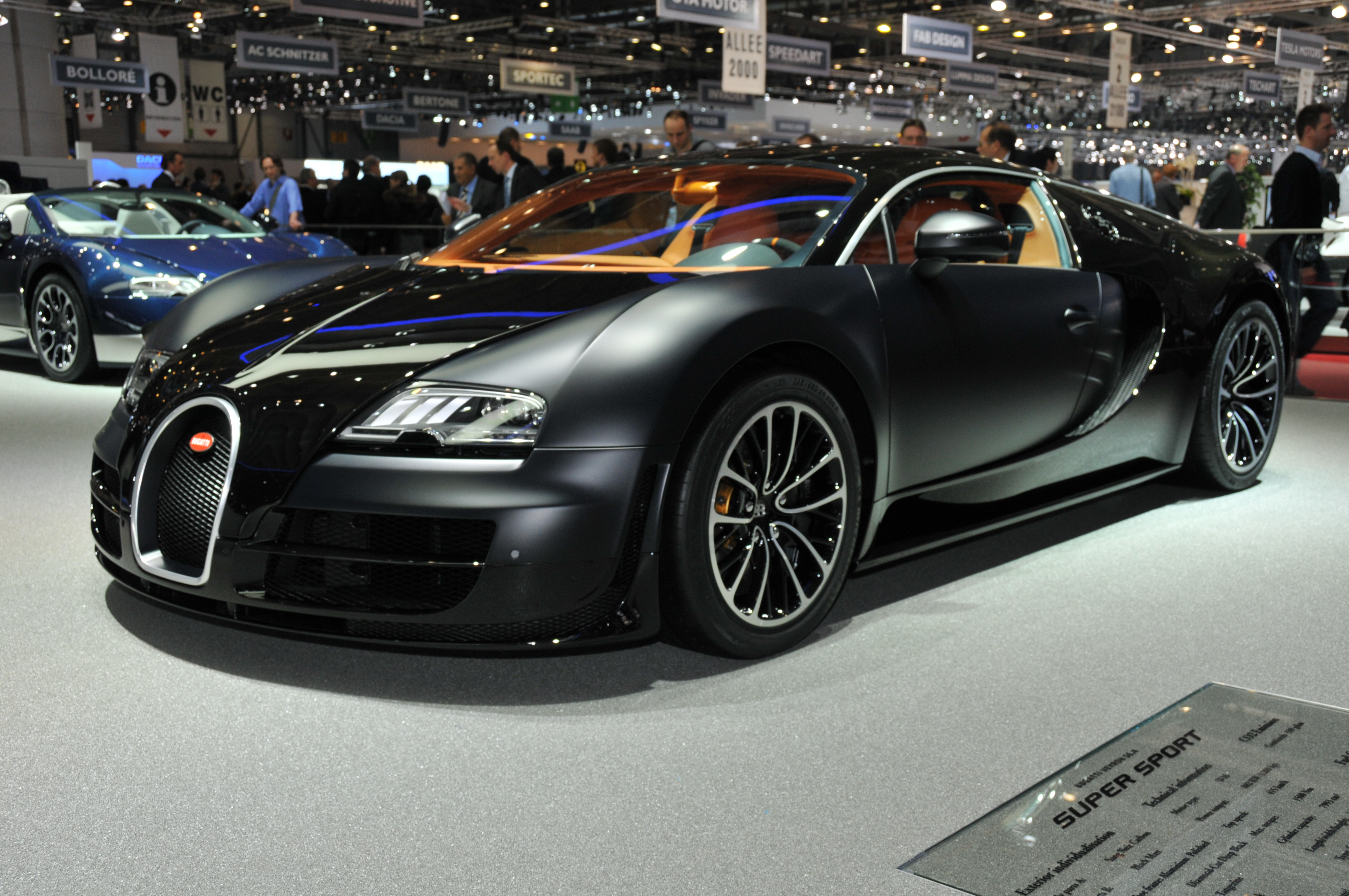
Veyron Super Sport

Cuenta con un kit aerodinámico mejorado; tiene un motor W16 8.0 Quad Turbo que produce 1200 CV (883 kW) y 1500 Nm (1106 lb-ft) de par motor. Tiene una velocidad máxima de 431 km/h, por lo que fue el coche de producción para carretera más rápido del mundo, hasta que después fue superado por el Hennessey Venom GT, a pesar de estar su velocidad limitada electrónicamente a 415 km/h para proteger los neumáticos, los que a mayor velocidad podrían desintegrarse. Los cinco primeros ejemplares de una producción sin previo aviso estarán listos para su debut en color negro mate y combinación de colores naranja, llamados éstos Record Edición. Fue lanzado al público en el Concurso de la Elegancia de Pebble Beach en agosto de 2010, ha desarrollado nuevos sistemas, específicos para el modelo.
Turbos de mayor diámetro o intercoolers sobredimenasionados respecto a los montados en el Bugatti Veyron, la caja de cambios también ha sido modificada.

### Rendimiento
El Super Sport se presentó en el episodio 5 de la temporada 15 de Top Gear, donde el presentador James May intentó establecer un nuevo récord de velocidad, logrando 417,6 km/h y así exponiendo brevemente una nueva marca de velocidad para un automóvil de producción. Sin embargo más adelante en el día, uno de los pilotos de pruebas de Bugatti (Pierre-Henri Raphanel) rompió el récord anterior de May, reclamando el nuevo récord por medio de carreras en ambas direcciones (May consiguió su récord en una sola dirección) mientras que Raphanel logró 427 km/h, el registro de ambas carreras para Henri Raphael sería de una velocidad media de 431 km/h. El automóvil dio la vuelta al circuito de pruebas de Top Gear encabezando la tabla de líderes de vuelta con un tiempo de 1:16.8, solo por debajo del Gumpert Apollo Sport que ostenta el primer lugar.

## Diseño
En el Veyron Super Sport las estabilizadores ahora son más rígidas, se ha aumentado ligeramente el recorrido de los muelles, además de añadir amortiguadores con tecnología heredada de la competición.  La apariencia exterior del Bugatti Veyron 16.4 Super Sport también ha sufrido sus cambios. El principal es la nueva cubierta del motor, que apenas deja algo de él visible desde el exterior. El motivo de esta cubierta es aumentar el flujo de aire hacía el interior del vano motor, cambiando la ubicación de las entradas de aire al techo, además de las laterales. Y también mejorar la aerodinámica. Las dos entradas de aire laterales ahora son dobles y de mayor tamaño, acompañadas de un pequeño splitter en la parte baja del paragolpes, que se extiende hacia los laterales, en la parte trasera es la enorme salida de escape que ahora se divide en dos salidas en forma horizontal.

## Bugatti Veyron Super Sport  World Record Edition
El Veyron Super Sport  World Record Edition fue producido solamente en cinco unidades las cuales fueron las primeras del modelo. La carrocería está completamente hecha en fibra de carbono, que en esta edición quedará sin pintar, salvo en la parte baja de la carrocería, donde destaca el color naranja, en los siguientes modelos solo aparecía en opcional. También se ha elegido esa misma combinación de colores y materiales. Los 1200 CV se plasman en su interior, tiene un aspecto más agresivo, con apliques de fibra de carbono expuesta en los paneles de las puertas y consola central y costuras color naranja. Tenía un precio de GB €1 200 000.

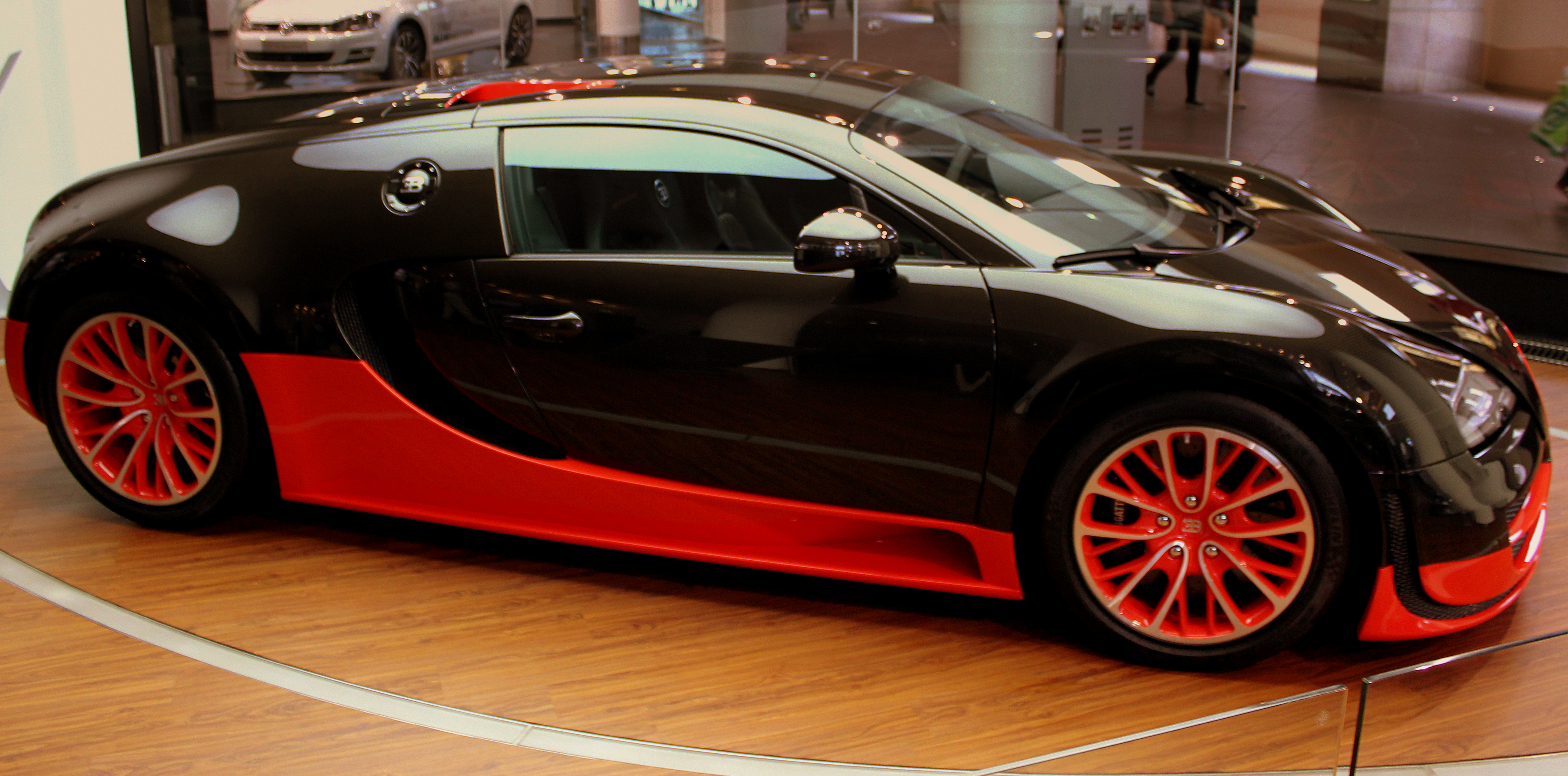
vista lateral del Veyron Super Sport  World Record Edition
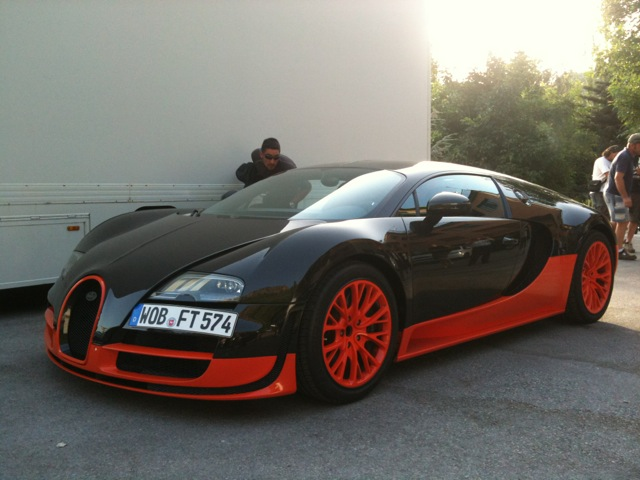
Veyron Super Sport
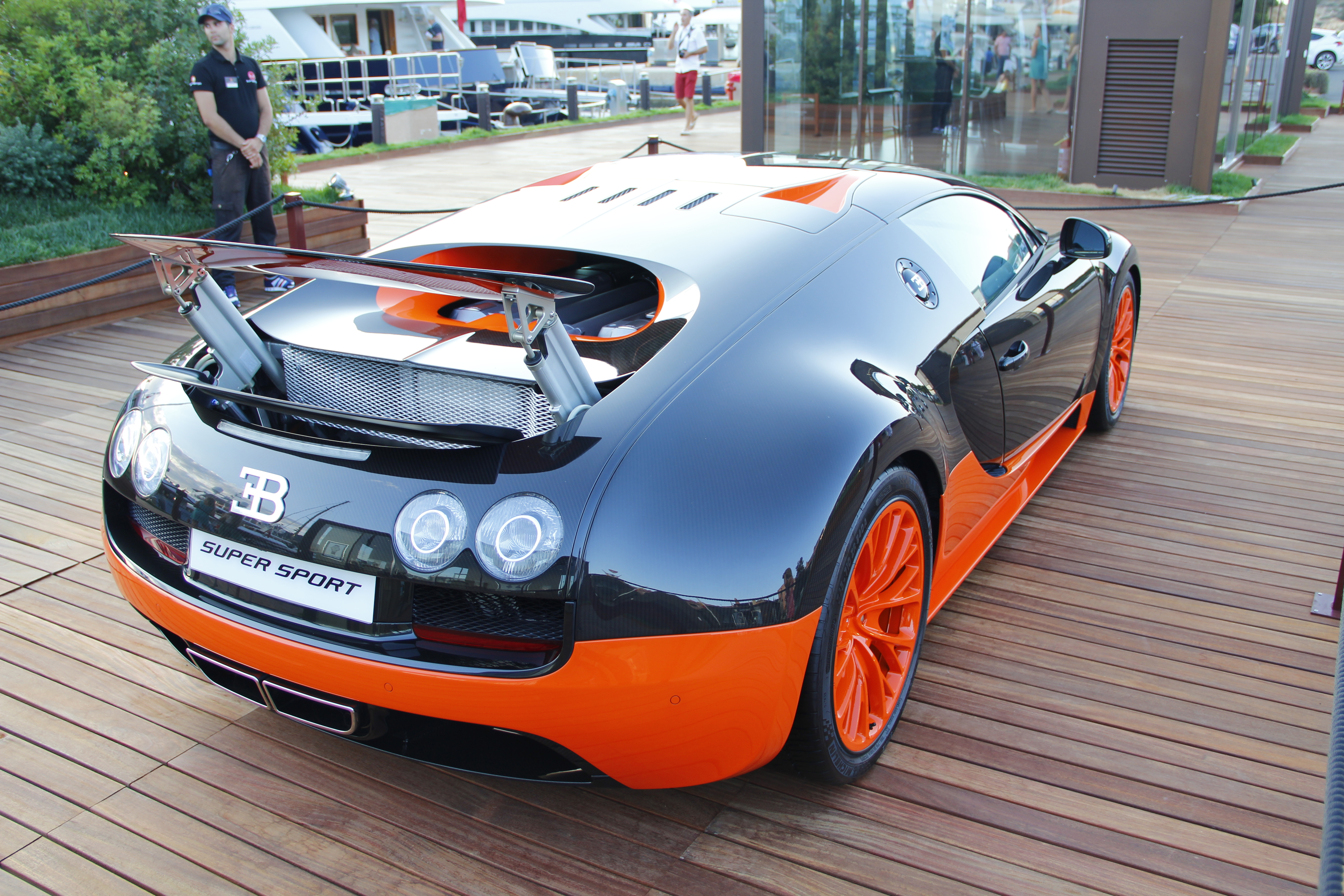
Bugatti Veyron Super Sport World Récord Edition vista trasera
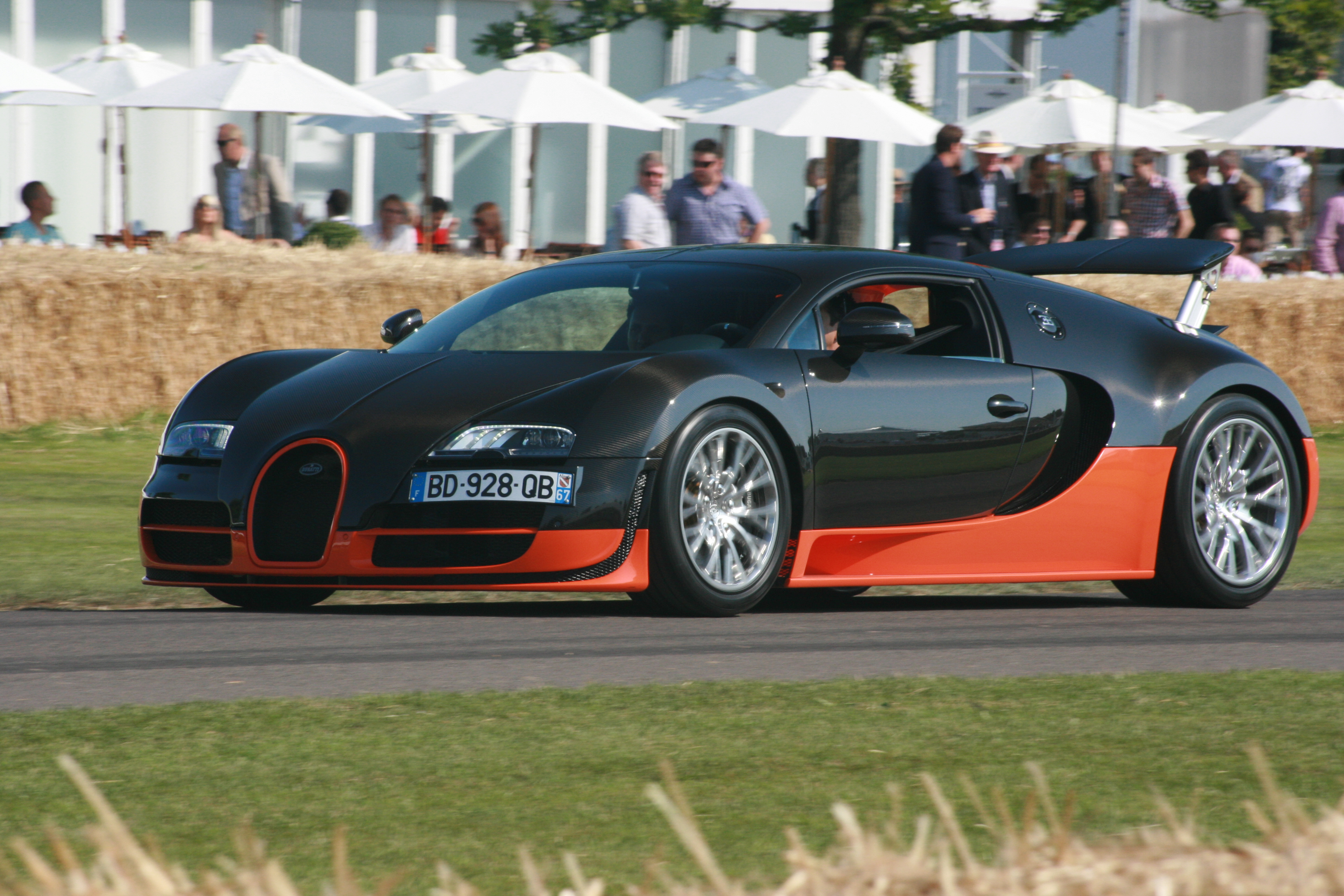
Bugatti Veyron 16.4 Super Sport World Récord Edición logró alcanzar una velocidad máxima de 431 km/h (267,8 mph)

### Rendimiento
Tras las del Veyron 16.4 Super Sport, modificaciones lo llevaron a la pista de pruebas de Volkswagen en Ehra-Lessien. Esta pista, con una recta de 9 km de longitud, ha sido el lugar escogido para poner el Veyron Super Sport a más de 430 km/h. Acompañados por el TÜV, AutoBild Alemania y un equipo de Libro Guinness de los récords, iban con solo el récord (y la homologación) en mente.
En el intervalo de una hora, el probador oficial Pierre-Henri Raphanel completó la recta, de ida y vuelta. A la ida registró una velocidad punta por GPS de 427.933 km/h, a la vuelta unos aún más increíbles 434.211 km/h. Pero TÜV exige una media para la homologación, así que la punta oficial que aparecerá en la ficha técnica del coche es de 431 km/h. En todo caso, muy superior a los 418 km/h de los que John Hennessey tanto presumía. El modelo en dar el recorrido en la pista fue un Bugatti Veyron Super Sport World Record Edition.